# Richard von Wentzel
Pour les articles homonymes, voir Wentzel.
Richard Adam von Wentzel (né le 13 avril 1850 à Jehserig et mort le 28 mai 1916 à Cassel) est un avocat administratif prussien. Il est haut président de la province de Hanovre.

## Biographie
Richard Wentzel étudie le droit et obtient un doctorat en droit.
Sa carrière professionnelle débute en 1878 en tant qu'adjoint du gouvernement à Lunebourg. De 1880 à 1881, il est administrateur par intérim de l'arrondissement de Neustadt-en-Prusse-Occidentale (de), puis de 1882 à 1886 administrateur de l'arrondissement d'Hofgeismar et de 1886 à 1889 administrateur de l'arrondissement de Marbourg (de).
En 1889, il est nommé au ministère prussien de l'Agriculture, et là, à partir de 1890, le conseil des conférenciers et le conseil secret supérieur en 1895.
De 1895 à 1898, Wentzel est président de district de Coblence et de 1898 à 1902 président du district de Wiesbaden.
De 1902 à 1914, Richard Wentzel est haut président de la province de Hanovre. 
Le titre de noblesse "von" lui est décerné en 1907.

## Famille
Richard Wentzel épouse Elisabeth Jachmann, une nièce du compositeur Richard Wagner, en 1885.